# Hot Chick
"Hot Chick" é uma canção da cantora e compositora norte-americana Uffie lançado em 4 de dezembro de 2006. "Hot Chick"  foi a primeira canção da cantora disponível através  de audioblogs em julho de 2006, mas só foram divulgados oficialmente até 04 de dezembro de 2006, através Ed Banger Records.

## Lista de faixas
| Download digital |             |         |  |
| N.º              | Título      | Duração |  |
| 1.               | "Hot Chick" | 3:32    |  |